# Эстония на зимних Олимпийских играх 1998
Эстония принимала участие в Зимних Олимпийских играх 1998 года в Нагано (Япония) в пятый раз за свою историю, в третий раз после восстановления независимости, но не завоевала ни одной медали.